# Garcinia madagascariensis
Garcinia madagascariensis là một loài thực vật có hoa trong họ Bứa. Loài này được (Planch. & Triana) Baill. ex Pierre mô tả khoa học đầu tiên năm 1883.